# 미안하다, 사랑한다 (2014년 영화)
《미안하다, 사랑한다》(對不起, 我愛, Sorry, I Love You)는 중국에서 제작된 양자 감독의 2014년 액션, 드라마, 멜로/로맨스 영화이다. 비비언 도슨 등이 주연으로 출연하였다. 중국에서는 2014년 1월 3일 개봉되었다.

## 출연

### 주연
- 비비언 도슨
- 원신
- 왕지

### 조연
- 오우연

## 반응
이 영화는 중국 박스오피스에서 2,790,000엔의 수익을 거둬들였다.